# Amycle vernalis
Amycle vernalis är en insektsart som beskrevs av Manee 1910. Amycle vernalis ingår i släktet Amycle och familjen lyktstritar. Inga underarter finns listade i Catalogue of Life.